# Roque Funes
Roque Funes fue un director de fotografía, periodista y director de cine que nació en Buenos Aires, Argentina el 1 de diciembre de 1897 y falleció en la misma ciudad el 15 de junio de 1981.

## En el infierno del Chaco
Si bien la guerra del Chaco entre Bolivia y Paraguay originada en la disputa sobre la soberanía de la región del Chaco boreal se desarrolló en forma abierta entre septiembre de 1932 y junio de 1935, los respectivos ejércitos venían preparándose desde tiempo antes para las hostilidades. Roque Funes viajó a la región en julio de 1932 y registró los tres primeros meses del conflicto. De regreso a Buenos Aires, en cuestión de días seleccionó el material registrado, rodó mapas y textos explicativos y compaginó un largometraje documental que fue exhibido.
Aparecen en el filme Eusebio Ayala,que fuera presidente del Paraguay, el mariscal José Félix Estigarribia, comandante de las tropas paraguayas, y su esposa Julia Miranda Cueto. Estigarribia, que había sido elegido presidente del Paraguay el 15 de agosto de 1939, falleció junto su esposa el 7 de septiembre de 1940 en un accidente aéreo en Loma Grande.

## Filmografía
Director de fotografía
| - Venus perseguida (1964) - Marido de Mulher Boa (1960) - Del cuplé al tango (1958) - Violencia en la ciudad (1957) - El sonámbulo que quería dormir (1956) - Escuela de sirenas... y tiburones (1955) - Mi marido hoy duerme en casa (1955) - Misión extravagante (1954) - Siete gritos en el mar (1954) - Somos todos inquilinos (1954) - Los tres mosquiteros (1953) - ¡Qué noche de casamiento! (1953) - Romeo y Julita (1953) - Suegra último modelo (1953) - Bárbara atómica (1952) - El infortunado Fortunato (1952) - ¡Qué rico el mambo! (1952) - El mucamo de la niña (1951) - Tierra extraña (1951) - Camino al crimen (1951) - Con la música en el alma (1951) - El morocho del Abasto (La vida de Carlos Gardel) (1950) - La doctora Castañuelas (1950) - El hombre de las sorpresas (1949) - Todo un héroe (1949) - El nieto de Congreve (1949) - Fúlmine (1949) - Imitaciones peligrosas (1949) - Otra cosa es con guitarra (1949) - Pantalones cortos (1949) - Maridos modernos (1948) - Cuidado con las imitaciones (1948) - María de los Ángeles (1948) - Romance sin palabras (1948) - El jugador (1947) - Lucrecia Borgia (1947) - Tela de araña o El misterioso tío Sylas (1947) - Un marido ideal (1947) - Albergue de mujeres (1946) - 3 millones y el amor (1946) - El Capitán Pérez (1946) - Un modelo de París (1946) - La amada inmóvil (1945) - Una mujer sin importancia (1945) - La danza de la fortuna (1944) - Los dos rivales (1944) - El deseo (1944) - Las sorpresas del divorcio (1943) | - La piel de zapa (1943) - Capitán Veneno (1943) - Pasión imposible (1943) - El sillón y la gran duquesa (1943) - La suerte llama tres veces (1943) - Malambo (1942) - Mañana me suicido (1942) - Bruma en el Riachuelo (1942) - La casa de los millones (1942) - Secuestro sensacional (1942) - Su primer baile (1942) - La novela de un joven pobre (1942) - Peluquería de señoras (1941) - Papá tiene novia (1941) - Cándida millonaria (1941) - Mamá Gloria (1941) - Cuando canta el corazón (1941) - Joven, viuda y estanciera (1941) - Si yo fuera rica (1941) - El más infeliz del pueblo (1941) - La maestrita de los obreros (1941) - El susto que Pérez se llevó (1940) - Ha entrado un ladrón (1940) - Mi fortuna por un nieto (1940) - Los celos de Cándida (1940) - El astro del tango (1940) - Amor (1940) - De México llegó el amor (1940) - Pueblo chico, infierno grande (1940) - Un señor mucamo (1940) - Nuestra tierra de paz (1939) - Murió el sargento Laprida (1939) - Bodas de sangre (1938) - Nobleza gaucha (1937) - Barranca abajo (1937) - Mañana es domingo (1934) - Calles de Buenos Aires (1934) - En el infierno del Chaco (1932) - Mi último tango (1925) - El arriero de Yacanto (1924) - Mientras Buenos Aires duerme (1924) - Odio serrano (1924) - La leyenda del puente inca (1923) - El puñal del mazorquero (1923) - Buenos Aires, ciudad de ensueño (1922) - La gaucha (1921) Director - En el infierno del Chaco (1932) |